# Reinhold Boie
Reinhold Boie (* 21. März 1831 in Danzig; † 17. Mai 1907 in Potsdam) war ein preußischer Kommunalpolitiker, 1869–1877 Oberbürgermeister von Bromberg und 1877–1897 von Potsdam sowie Mitglied des preußischen Herrenhauses.

## Leben
Boie wuchs in Danzig auf, studierte Jura und schloss das Studium 1857 ab. Er begann seine berufliche Laufbahn als Gerichtsassistent in Puck, seit 1864 als Richter im Amtsgericht in Karthaus. Seit 1864 wirkte er als Anwalt und Notar in Tiegenhof, wo er auch als Stadtrat gewählt wurde sowie am Bezirksgericht Marienburg.
1868 verlegte er seine Kanzlei nach Bromberg, wo er 1869 zum Bürgermeister gewählt wurde. Sein erster kommunalpolitischer Erfolg war die Ansiedlung des Landwirtschaftsinstituts, Vorläufer der heutigen Universität Bromberg. Dies war allerdings umstritten, da die polnischen Abgeordneten im preußischen Landtag eine Universität in der Provinzhauptstadt Posen forderten.  Boie trat am 30. April 1877 zurück, deutlich vor dem Ende seiner 12-jährigen Laufzeit und wechselte als Zweiter Bürgermeister nach Potsdam.
Boie wurde am 25. Mai 1877 in sein Amt als zweiter Bürgermeister von Potsdam eingeführt. Bereits ein Jahr später wurde er zum Oberbürgermeister als Nachfolger des im Februar 1878 verstorbenen Alexander Beyer ernannt und als Vertreter seiner Stadt in das Herrenhaus berufen. Boie trieb die Entwicklung der Stadt voran, unter anderem durch den Erwerb des Wasserwerks durch die Stadt (1890), die Errichtung des städtischen Schlachthauses (1894), die Vollendung der Kanalisation durch den Bau einer Klärstation (1895) und die Gründung des Meteorologische Institut auf dem Telegrafenberg, das ab 1893 mit seinem Beobachtungsdienst begann. 1890 wurde Boie für weitere 12 Jahre als Oberbürgermeister bestätigt. 1897 trat er 66-jährig zurück. In Anerkennung seiner erfolgreichen Dienste für die Stadt wurde Reinhold Boie zum Ehrenbürger Potsdams ernannt. Er starb am 17. Mai 1907 in Potsdam.